# سفارة فرنسا في روسيا
سفارة فرنسا في روسيا هي أرفع تمثيل دبلوماسي لدولة فرنسا لدى روسيا. تقع السفارة في موسكو وهي تهدف لتعزيز المصالح الفرنسية في روسيا.

## وصلات خارجية
- الموقع الرسمي
- قائمة سفارات فرنسا
- قائمة السفارات في روسيا